# 群馬県道58号中之条東吾妻線
群馬県道58号中之条東吾妻線（ぐんまけんどう58ごう なかのじょうひがしあがつません）は、群馬県吾妻郡中之条町から吾妻郡東吾妻町に至る県道（主要地方道）である。

## 概要
群馬県吾妻郡中之条町大字中之条町から東吾妻町大字大戸を結ぶ。
一部区間を国道145号や群馬県道28号高崎東吾妻線と重複する。

### 路線データ
- 起点：群馬県吾妻郡中之条町大字中之条町字王子原867番の4地先（国道353号交点：上之町交差点）[1]
- 終点：群馬県吾妻郡東吾妻町大字大戸字塩ノ平204番の3地先（国道406号交点：大戸交差点）[1]
- 延長：11.899 km[1]

## 歴史
- 1983年（昭和58年）1月17日：群馬県より、県道中之条吾妻線（吾妻郡中之条町 - 同郡吾妻町、整理番号104）が路線認定される[2]。
  - 同日、前身にあたる高崎榛名中之条線（高崎市若松町 - 群馬郡榛名町 - 吾妻郡吾妻町 - 中之条町大字中之条、整理番号15）が廃止される[3][注釈 1]。
- 1993年（平成5年）5月11日：建設省から、県道中之条吾妻線が中之条吾妻線として主要地方道に指定される[4]。
- 1994年（平成6年）4月1日：群馬県より県道路線認定に関する告示（昭和58年群馬県告示第35号）の一部が改正され、中之条吾妻線（整理番号79）となる[5]。

## 路線状況

### 重複区間
- 国道145号（吾妻郡中之条町大字中之条町 - 吾妻郡東吾妻町大字原町）
- 群馬県道28号高崎東吾妻線（吾妻郡東吾妻町大字原町 - 吾妻郡東吾妻町大字厚田）

## 地理

### 通過する自治体
- 吾妻郡
  - 中之条町
  - 東吾妻町

### 交差する道路
- 国道353号（起点）
- 国道145号（吾妻郡中之条町大字中之条町）
- 国道145号（吾妻郡東吾妻町大字原町）
- 群馬県道35号渋川東吾妻線（吾妻郡東吾妻町大字原町）
- 群馬県道28号高崎東吾妻線（吾妻郡東吾妻町大字原町）
- 群馬県道28号高崎東吾妻線・群馬県道237号郷原停車場線（吾妻郡東吾妻町大字厚田）
- 国道406号（終点）